# Ulrich Friedrich Kopp
Ulrich Friedrich Kopp, född 18 mars 1762 i Kassel, död 26 mars 1834 i Marburg, var en tysk paleograf.
Kopp var ämbetsman i Hessen-Kassel, ägnade sig därefter uteslutande åt paleografiska studier samt blev 1808 hedersprofessor i Heidelberg. Senare flyttade han till Mannheim. Han är känd genom sitt epokgörande arbete Palæographia critica (fyra band, 1817–29), Bilder und Schriften der Vorzeit (två band, 1819–21) och en edition av Martianus Capella (utgiven av Karl Friedrich Hermann, 1836).